# Піранья
Піраньї (Piranha) — триба риб підродини серразальмових родини піраньєвих. Переважно хижі риби (понад 50 видів), які живуть у прісних водах Південної Америки. Назва риби походить від коренів двох слів мови гуарані: піра — «риба» і аніа — «зуб», «диявол». Піраньї досягають довжини в 30 см і ваги до кілограма.
Доросла піранья — велика риба, оливково-срібляста з фіолетовим або червоним відливом. По краю хвостового плавця проходить чітка чорна смуга. У молодих піраній забарвлення сріблясте, боки з чорними плямами, черевні та анальний плавці червонуваті. Приблизно 30-35 видів піраній живляться водними рослинами та плодами, які впали у воду, а 28-30 видів — типові хижаки.
Деякі види розводять в акваріумах.
Хоча піраній часто зображають як небезпечних хижаків, фактичних доказів їхньої агресивності до людей майже немає. Зазвичай вони не становлять загрози, якщо не відчувають прямої небезпеки для себе або своєї ікри. У найгіршому випадку під час зіткнення з піраньями можна отримати кілька порізів або, рідко, втратити палець. Проте смертельні випадки від їхніх нападів не зафіксовані. Відомо лише кілька епізодів, коли піранії поїдали вже померлих людей.

## Поширення
Піраньї є мешканцями басейну річки Амазонка, також поширені в Оріноко, у річках Гвіани у річках Парагвай і Парана та у річцілюдинун-Франсиску.

## Розмноження
Статеве дозрівання настає у віці 1,5 року. Нерест сезонний — з березня по серпень. Продуктивність — декілька тисяч ікринок діаметром близько 3 мм оранжевого кольору. Шлюбні ігри починаються з першими променями сонця. Ікра викидається на підмиті колини (наприклад, водяний гіацинт) і ґрунт.
Інкубаційний період триває 2-3 дні при температурі води 26-28 °C, у холоднішій воді може тривати й до 10 днів. Через 3-5 діб мальки плавають і через місяць вже досягають сантиметрової довжини.